# Migi to Dali
Migi to Dali (ミギとダリ Migi to Dari?, lit. Migi y Dali) es una serie de manga japonés escrito e ilustrado por Nami Sano. Se serializó en la revista de manga seinen Harta de Enterbrain desde julio de 2017 hasta el noviembre de 2021, y se recopiló en siete volúmenes tankōbon. 
Fue el último trabajo de Sano antes de morir de cáncer en 2023. Una adaptación a serie de anime producida por Geek Toys y CompTown se emitió desde octubre a diciembre de 2023.

## Argumento
Cuando por fin adoptaron un niño, los Sonoyama no estaban preparados para el misterio que estaba por desvelarse. Hitori aparenta ser el hijo perfecto ante sus cariñosos padres: es guapo, inteligente y está muy agradecido por su nueva vida repleta de lujos, pero tiene un oscuro secreto.
Hitori en realidad son los gemelos Migi y Dali fingiendo ser un solo niño, y el motivo por el que ocultan su verdadera identidad es aterrador.

## Personajes
Migi (ミギ?)
 Seiyū: Shun Horie
En cooperación con su hermano Dali, fue adoptado por la familia Sonoyama. Es el más emocional de los gemelos y, a diferencia de su hermano gemelo más serio y manipulador, Dali, es amable y, a veces, tiende a distraerse de la meta, tiene una expresión más dulce y suave. Su mano dominante es la derecha.
Dali (ダリ Dari?)
 Seiyū: Ayumu Murase
En cooperación con su hermano Migi, fue adoptado por la familia Sonoyama. Es el más racional de los gemelos y sopesa con calma las cosas con los sentimientos de su hermano, pero como el gemelo mayor, hay momentos en los que es duro frente a Migi. Su mano dominante es la izquierda.
Shunpei Akiyama (秋山 俊平 Akiyama Shunpei?)
 Seiyū: Shintarō Asanuma
Maruta Tsutsumi (堤 丸太 Tsutsumi Maruta?)
 Seiyū: Shunsuke Takeuchi
Eiji Ichijō (一条 瑛二 Ichijō Eiji?)
 Seiyū: Kengo Kawanishi
Yōko Sonoyama (園山 洋子 Sonoyama Yōko?)
 Seiyū: Kotono Mitsuishi
Osamu Sonoyama (園山 修 Sonoyama Osamu?)
 Seiyū: Takashi Matsuyama
Metry (メトリー Metorī?)
 Seiyū: Sumire Morohoshi
Micchan (みっちゃん?)
 Seiyū: Kimiko Saitō
Reiko Ichijō (一条 怜子 Ichijō Reiko?)
 Seiyū: Romi Park
Akira Ichijō (一条 瑛 Ichijō Akira?)
 Seiyū: Tokuyoshi Kawashima
Karen Ichijō (一条 華怜 Ichijō Karen?)
 Seiyū: Akira Sekine

## Contenido de la obra

### Manga
Migi to Dali está escrito e ilustrado por Nami Sano. Se serializó en la revista de manga Harta de Enterbrain desde el 15 de julio de 2017 hasta el 15 de noviembre de 2021 y se recopiló en siete volúmenes tankōbon.
| Volúmenes de manga publicados | Volúmenes de manga publicados | Volúmenes de manga publicados |
| Número                        | Fecha de publicación          | ISBN                          |
| ----------------------------- | ----------------------------- | ----------------------------- |
| 1                             | 15 de mayo de 2018            | ISBN 9784047348363            |
| 2                             | 15 de septiembre de 2018      | ISBN 9784047353503            |
| 3                             | 10 de agosto de 2019          | ISBN 9784047356238            |
| 4                             | 15 de febrero de 2020         | ISBN 9784047360228            |
| 5                             | 15 de octubre de 2020         | ISBN 9784047361126            |
| 6                             | 15 de julio de 2021           | ISBN 9784047366343            |
| 7                             | 15 de diciembre de 2021       | ISBN 9784047368460            |

### Anime
El 13 de diciembre de 2021 se anunció una adaptación de la serie al anime.
Se estrenó el 2 de octubre de 2023 en AT-X y otros canales, y finalizó el 25 de diciembre de 2023, con 13 episodios.
El tema de apertura "Yūmaga Doki" es interpretado por Soraru y Rib, mientras que Nulbarich interpretó el tema final "Skyline". Crunchyroll obtuvo la licencia de la serie fuera de Asia.